# San Martín de Angostura
San Martín de Angostura es un caserío peruano ubicado en el distrito de Tambogrande, perteneciente a la provincia y departamento de Piura, al norte del Perú. 

## Ubicación
San Martín de Angostura se ubica al norte de la provincia de Piura, en el distrito de Tambogrande, en el departamento de Piura.

## Demografía
En 2017 San Martín de Angostura tenía una población de 407 habitantes.
| Gráfica de evolución demográfica de San Martín de Angostura entre 1993 y 2017 |
|                                                                               |
| Fuentes: Población 1993 y 2017                                                |